# 周思博
艾林·約耳·斯波爾斯基（英語：Avram Joel Spolsky，1965年—），漢名周思博，生於美國新墨西哥州，软件工程师，作家，软件开发相关博客“周思博趣谈软件（Joel on Software）”的作者。在1991年至1995年间，他担任了Microsoft Excel小组的程序管理经理。2000年，他创立了Fog Creek Software公司，并开设了博客，命之为“周思博趣谈软件”。在2008年，在与杰夫·阿特伍德的合作下，他推出了面向程序设计的问答网站Stack Overflow。依靠Stack Overflow所基于的软件Stack Exchange，Stack Exchange已托管了过百个问答网站。

## 生平
周思博生于新墨西哥州的阿尔伯克基，并在那里生活至15岁，此后便和家人搬到以色列耶路撒冷。在耶路撒冷，他就读高中，并于其后以伞兵的身份服兵役。他是上加利利的哈纳顿基布兹的创始人之一。1987年间，他返回美国读大学。他在宾夕法尼亚大学就读一年后，转学到耶鲁大学，就读其下属的皮尔逊学院，并于1991年毕业，获得计算机科学最优等理学学士学位。
1991年间，周思博开始受聘于微软公司，担任Microsoft Excel团队的程序管理经理。在任职微软期间，他设计了Excel Basic，并主掌着微软的Visual Basic for Applications战略。在1995年，他迁至纽约市，并先后就职于维亚康姆传媒公司与朱诺在线服务公司。
在2000年，他创建了Fog Creek Software公司，并开设了名为“Joel on Software”的博客，这也是“由企业主开设的最早的（几个）博客之一”。
2005年间，周思博与他人合作摄制了纪录片《Aardvark'd: 12 Weeks with Geeks》，记录了Fog Creek Software在开发远程协助工具Project Aardvark时的一些片段。
另外，周思博也和杰夫·阿特伍德共建了一个面向软件开发者的问答社群——Stack Overflow。他现任Stack Exchange Network的首席执行官。
2011年间，基于看板管理理论，周思博开发了一个简洁的在线项目管理应用Trello。
他还是“乔尔测试”的发明者。另外，在流程改善领域，周思博提出了一个术语“修复两次（fix it twice）”，即是说，当出现问题时，先用快速、直接的方法修复之，而后针对根本原因，再用较慢的方法再度修复，以避免同一问题再度出现。

## 著作
- Spolsky, Joel. . Apress. 2001. ISBN 1-893115-94-1.
- Spolsky, Joel. . Apress. 2004. ISBN 1-59059-389-8.
- Spolsky, Joel. . Apress. 2005. ISBN 1-59059-500-9.
- Spolsky, Joel. . Apress. 2007. ISBN 978-1-59059-838-2.
- Spolsky, Joel. . Apress. 2008. ISBN 978-1-4302-0987-4.

## 出版作品
- User Interface Design for Programmers, Apress, 2001. ISBN 1-893115-94-1
- Joel on Software: And on Diverse and Occasionally Related Matters That Will Prove of Interest to Software Developers, Designers, and Managers, and to Those Who, Whether by Good Fortune or Ill Luck, Work with Them in Some Capacity, Apress, 2004. ISBN 1-59059-389-8
- The Best Software Writing I: Selected and Introduced by Joel Spolsky, Apress, 2005. ISBN 1-59059-500-9
- Smart and Gets Things Done: Joel Spolsky's Concise Guide to Finding the Best Technical Talent, Apress, 2007. ISBN 1-59059-838-5
- More Joel on Software: Further Thoughts on Diverse and Occasionally Related Matters That Will Prove of Interest to Software Developers, Designers, and to Those Who, Whether by Good Fortune or Ill Luck, Work with Them in Some Capacity, Apress, 2008. ISBN 1-4302-0987-9